# Nikita Petróvich Panin

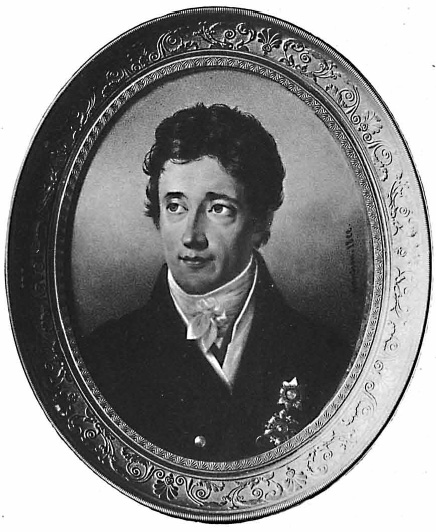
Retrato de N.P. Panin.

El conde Nikita Petróvich Panin (Russian: Ники́та Петро́вич Па́нин; 17 de abril de 1770-1 de marzo de 1837), fue un diplomático ruso, vicecanciller, canciller interino del 6 de octubre de 1799 al 18 de noviembre de 1800 y Ministro de Relaciones Exteriores de Rusia. Fue sobrino del conde Nikita Ivánovich Panin, hijo de Piotr Ivánovich Panin, yerno del conde Vladímir Orlov. Fue uno de los asesinos de Pablo I de Rusia el 23 de marzo de 1801, lo que provocó la llegada de Alejandro I de Rusia en el trono.
- Datos: Q2711776
- Multimedia: Nikita Petrovich Panin / Q2711776